# FK Spartak Trnava
FK Spartak Trnava (slovakiska: ˈspartak ˈtr̩naʋa) är en professionell Slovakisk fotbollsklubb från Trnava. Som historiskt sett är en av de största klubbarna i Slovakien och vann den inhemska högsta divisionen vilket blev den första Slovakiska högstadivisions titeln, då man tidigare enbart vunnit tjeckoslovakiska titlar.

## Meriter
- Klubben var mästare:  2017–18[1]
- Cupen i fotboll : 1971, 1975, 1986, 1991, 1997–98, 2018–19, 2021/22, 2022/23[2]
- Supercup: 1998[3]

## Placering tidigare säsonger
| Säsong  | Nivå | Liga         | Placering | Referens |
| ------- | ---- | ------------ | --------- | -------- |
| 2014/15 | 1    | Fortuna liga | 4         | [ 4 ]    |
| 2015/16 | 1    | Fortuna liga | 4         | [ 5 ]    |
| 2016/17 | 1    | Fortuna liga | 6         | [ 6 ]    |
| 2017/18 | 1    | Fortuna liga | 1         | [ 7 ]    |
| 2018/19 | 1    | Fortuna liga | 8         | [ 8 ]    |
| 2019/20 | 1    | Fortuna liga | 4         | [ 9 ]    |
| 2020/21 | 1    | Fortuna liga | 3         | [ 10 ]   |
| 2021/22 | 1    | Fortuna liga | 3         | [ 11 ]   |
| 2022/23 | 1    | Fortuna liga | 3         | [ 12 ]   |
| 2023/24 | 1    | Fortuna liga | 3         | [ 13 ]   |